# بومادران خراسانی
 بومادران قوچانی، بومادران خراسانی (نام علمی: Achillea pachycephala) نام یک گونه از سرده بومادران است.